# Ретси, Джордж
Джордж Эрнест Ретси (англ. George Ernest Ratsey; 25 июля 1875, Лондон — 25 декабря 1942, Нью-Рошелл, Нью-Йорк) — британский яхтсмен, бронзовый призёр летних Олимпийских игр 1908 года.
На Играх 1908 года в Лондоне Ретси соревновался в классе 8 м. Его команда дважды приходила к финишу второй и один раз третьей, заняв в итоге третье место.